# النهضة الشمالية
النهضة الشمالية هي النهضة التي حدثت في مناطق أوروبا الواقعة شمال جبال الألب. كان للنهضة الإنسانية في عصر النهضة الإيطالية تأثير ضعيف خارج إيطاليا قبل عام 1497. بدأت أفكارها بالانتشار حول أوروبا منذ أواخر القرن الخامس عشر، وأثرت على النهضة الألمانية والفرنسية والإنجليزية والبولندية ونهضة البلدان المنخفضة والحركات الوطنية والمحلية الأخرى، وكان لكل منها خصائص ونقاط قوة مختلفة.
استورد الملك الفرنسي فرنسوا الأول الفن الإيطالي إلى فرنسا، وكلّف فنانين إيطاليين (من ضمنهم ليوناردو دافنشي)، وبنا قصورًا كبيرة وأنفق عليها أموالًا طائلة مؤسسًا بذلك النهضة الفرنسية. زادت التجارة والتبادل التجاري في مدن مثل بروج في القرن الخامس عشر ومدينة أنتويرب في القرن السادس عشر من التبادل الثقافي بين إيطاليا والبلدان المنخفضة. أما بالنسبة للفنون والفن المعماري بشكل خاص، ظلت التأثيرات القوطية المتأخرة موجودة حتى وصول الفن الباروكي حتى مع ازدياد استخدام النماذج الإيطالية في الرسم.
ساعدت الجامعات والكتب المطبوعة في نشر روح العصر عبر فرنسا والدول المنخفضة والإمبراطورية الرومانية المقدسة ثم إلى الدول الاسكندنافية وأخيراً بريطانيا في أواخر القرن السادس عشر. تأثر الكتّاب والإنسانيون مثل فرانسوا رابليه وبيير دي رونسارد وديسيديريوس إراسموس بشكل كبير بنموذج النهضة الإيطالية وكانوا جزءًا من الحركة الفكرية ذاتها. ألّف مؤلفون مثل ويليام شكسبير وكريستوفر مارلو أعمالًا ذات تأثير دائم خلال عصر النهضة الإنجليزية (الذي تداخل مع العصر الإليزابيثي). أُحضرت النهضة إلى بولندا مباشرة من إيطاليا من قبل فنانين من فلورنسا والبلدان المنخفضة وبدأوا النهضة البولندية.
كانت النهضة الشمالية متميزة عن النهضة الإيطالية في مركزيتها في السلطة السياسية في بعض المناطق، وذلك في الوقت التي كانت فيه الدولة المدينة المستقلة تسيطر على إيطاليا وألمانيا، وبدأت معظم أوروبا في الظهور كدول قومية أو حتى اتحادات دول. ارتبطت النهضة الشمالية ارتباطًا وثيقًا بالإصلاح البروتستانتي مع سلسلة طويلة من النزاعات الداخلية والخارجية الناتجة بين مختلف الجماعات البروتستانتية والكنيسة الرومانية الكاثوليكية وكانت ذات آثار دائمة.

## نظرة عامة

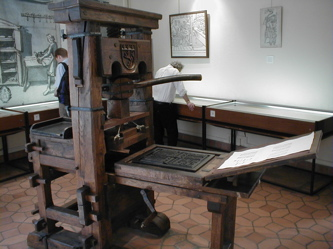
مثال عن المطابع التي انتشرت في أوروبا خلال فترة يوهان غوتنبرغ - نموذج معروض في متحف تاريخ الطباعة في مدينة ليون الفرنسية.

سيطرت الإقطاعية على أوروبا لمدة ألف عام، ولكنها سجلت تراجعًا ملحوظًا في بداية عصر النهضة. تشمل أسباب هذا التراجع بيئة ما بعد الطاعون والاستخدام المتزايد للمال بدلاً من الأرض كوسيلة للتبادل والعدد المتزايد من العبيد الذين يعيشون كأفراد حرين، وتشكيل دول قومية ذات حكومات ملكية مهتمة بالحد من قوة كبار الإقطاعيين وزيادة عديمة الفائدة للجيوش الإقطاعية في مواجهة التكنولوجيا العسكرية الجديدة (مثل البارود)، وزيادة عامة في الإنتاجية الزراعية بسبب تحسين التكنولوجيا الزراعية والأساليب. فتح تراجع الإقطاعية الطريق أمام التغيرات الثقافية والاجتماعية والاقتصادية المرتبطة بنهضة أوروبا كما هو الحال في إيطاليا.
أُضيء عصر النهضة في أوروبا عن طريق ضعف الكنيسة الرومانية الكاثوليكية. أضعف الزوال البطيء للإقطاعية أيضًا سياسة راسخة ساعد فيها مسئولو الكنيسة على إبقاء سكان الضيعة الإقطاعية تحت السيطرة مقابل الجزية. شهد أوائل القرن الخامس عشر نتيجة لذلك ظهور العديد من المؤسسات والمعتقدات العلمانية. كانت النهضة الإنسانية من بين أهم هذه الأمور التي وضعت الأسس الفلسفية للكثير من فنون عصر النهضة والموسيقى والعلوم والتكنولوجيا. كان إيراسموس، على سبيل المثال، مهمًا في نشر الأفكار الإنسانية في الشمال، وكان شخصية محورية في تقاطع الإنسانية الكلاسيكية والأسئلة الدينية المتزايدة. إن أشكال التعبير الفني التي كانت الكنيسة ستحظرها منذ قرن مضى أصبحت الآن مُجازة أو حتى مُشجعة في دوائر معينة.
يمكن أيضًا إسناد سرعة انتقال النهضة في جميع أنحاء أوروبا إلى اختراع المطبعة، والتي عززت قوتها في نشر المعلومات البحث العلمي ونشر الأفكار السياسية، وأثرت بشكل عام على مسار النهضة في شمال أوروبا. زادت المطبعة كما هو الحال في إيطاليا من توفر الكتب المكتوبة باللهجتين العاميتين ونشر النصوص الكلاسيكية الجديدة والقديمة باللغتين اليونانية واللاتينية. أصبح الكتاب المقدس متاحًا ومترجمًا على نطاق واسع، وهو عامل يُنسب غالبًا إلى انتشار الإصلاح البروتستانتي.

## عصر الاستكشاف
إن أحد أهم التطورات التكنولوجية في عصر النهضة كان اختراع الكارافيل (سفينة شراعية صغيرة ذات أشرعة مثلثة). هذا المزيج من تقنيات بناء السفن في أوروبا وشمال أفريقيا جعل التجارة الواسعة والسفر عبر المحيط الأطلسي أمرًا ممكنًا لأول مرة. إن هذا التطور الذي قدمته الولايات البريطانية، وبشكل خاص كل من المستكشفين والربّانين جيوفاني كابوتو وجيوفاني دا فيرازانو وكولومبوس، سينهي دور شمال إيطاليا كمركز التجارة في أوروبا، ويحول الثروة والسلطة غربًا إلى إسبانيا والبرتغال وفرنسا وإنجلترا وهولندا. بدأت جميع هذه الدول في إجراء تجارة واسعة النطاق مع أفريقيا وآسيا، وبدأت في الأمريكتين أنشطة الاستعمار واسعة النطاق. أصبحت هذه الفترة من الاستكشاف والتوسع تعرف باسم عصر الاستكشاف. انتشرت القوة الأوروبية في جميع أنحاء العالم في النهاية.

## فن

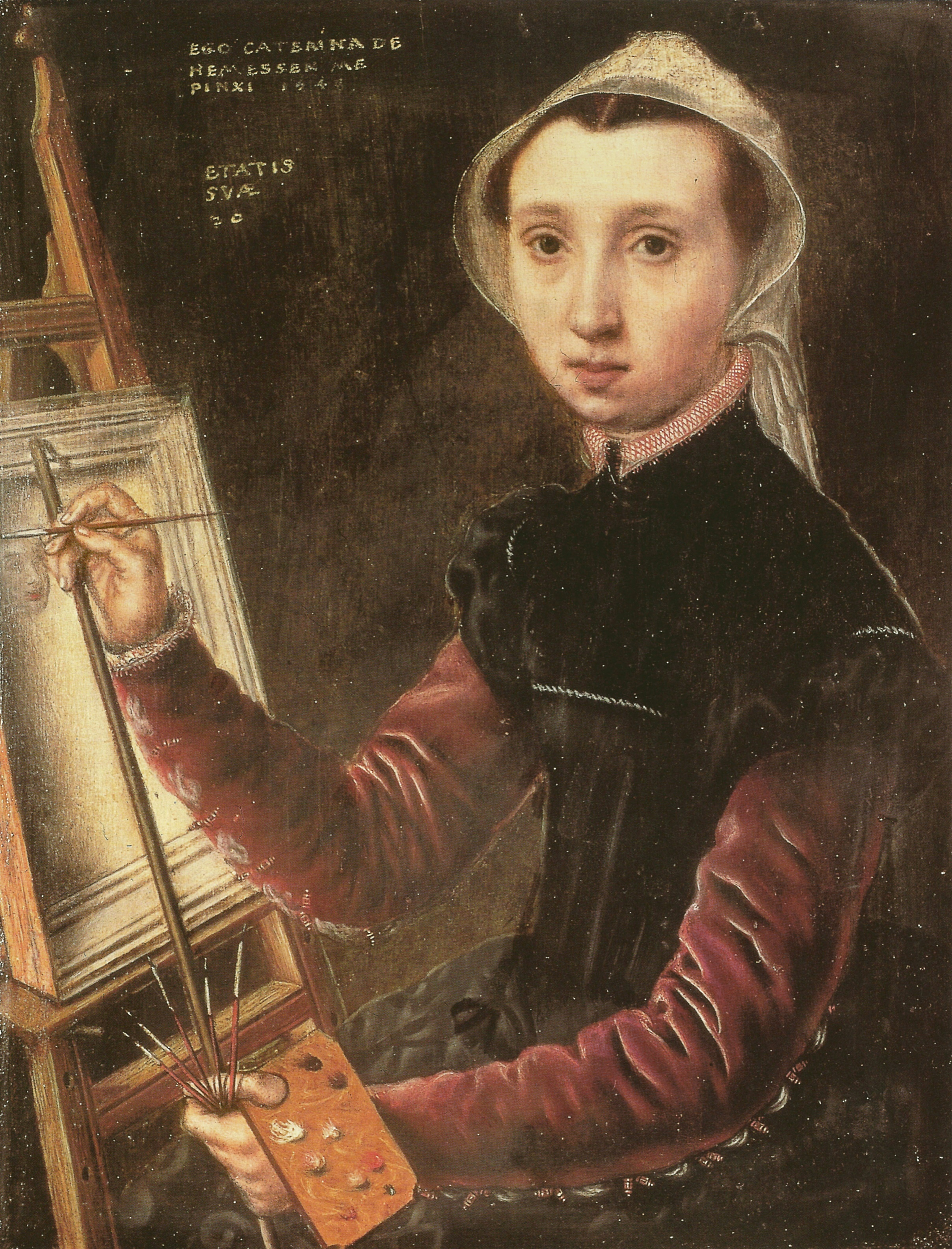
بورتريه ذاتية بريشة كاثرينا فان هيمسن من رسامي النهضة الشمالية المعروفين ، 1548. قد تكون هذه البورتريه الذاتية هي أول بورتريه لفنان وهو في وضعية رسم ، بغض النظر عن الجنس.

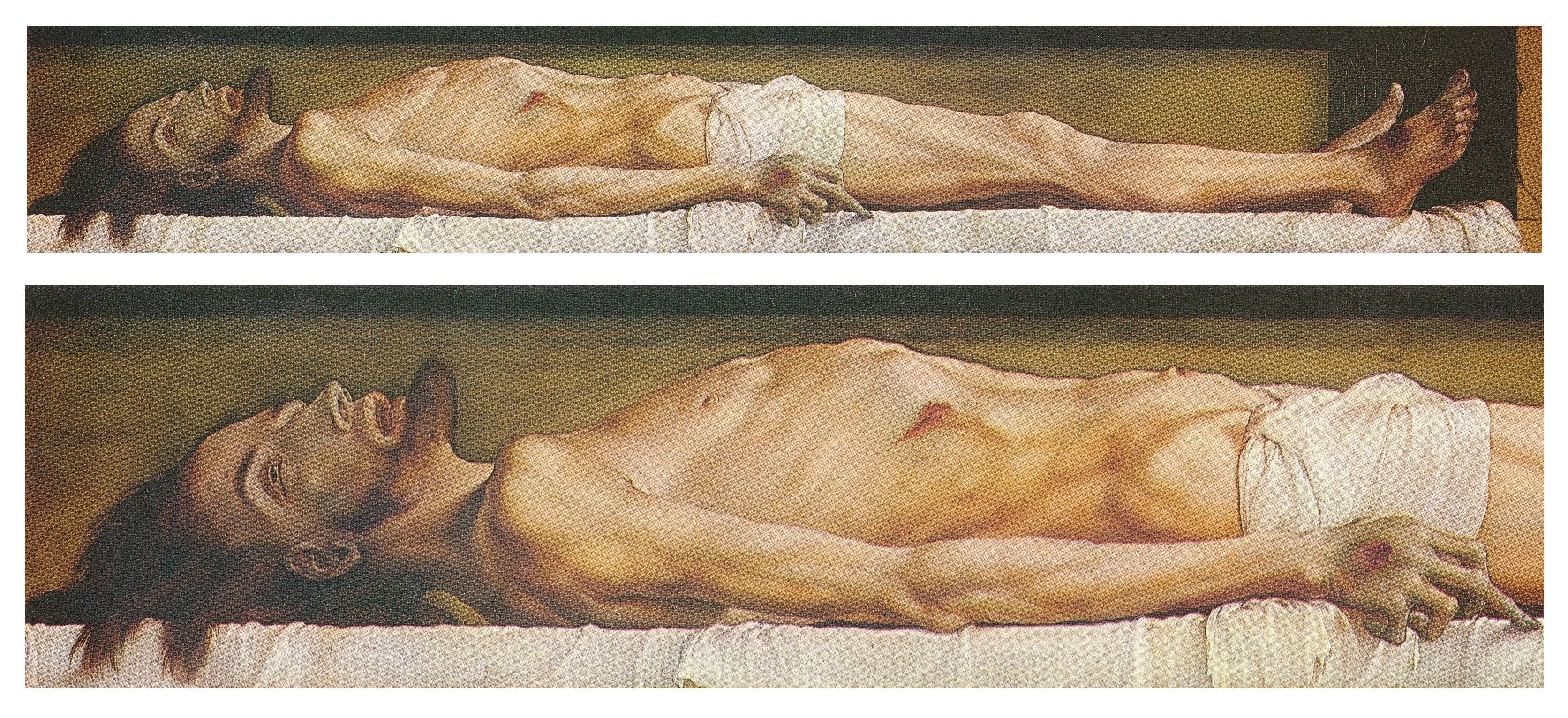
جَسدُ المَسيح المَيت في القَبرْ، بريشة «هانز هولباين الأصغر» عام 1521. تُصَور اللوحة جَسدُ المَسيح داخِل مِحراب قَبر حَجري. مَجموعة مُتحف بازِل للفُنون، سويسرا.

غالبًا ما حمل الرسم الهولندي المبكر أيقونات معقدة، وناقش مؤرخو الفن «الرمزية الخفية» لأعمال فنانين مثل هوبرت وجان فان آيك. تعتبر الواقعية المفصلة للرسم الهولندي المبكر بقيادة الرسامين روبرت كامبين ويان فان آيك في عشرينيات وثلاثينيات القرن العشرين، اليوم وبشكل عام، بداية النهضة الشمالية المبكرة في الرسم. حظيت هذه الواقعية المفصلة على احترام كبير في إيطاليا، ولكن كان هناك القليل من التأثير المتبادل على الشمال حتى نهاية القرن الخامس عشر تقريبًا. كان أتباع النهجية في أنتويرب (1500–1530)، الذين تداخلوا بشكل متزامن مع النهجية الإيطالية غير المرتبطة بهم، من بين أوائل الفنانين في البلدان المنخفضة الذين عكسوا التطورات الرسمية الإيطالية بوضوح على الرغم من التبادل الثقافي والفني المتكرر.
ذهب آلبرخت دورِر برحلتين إلى إيطاليا في الوقت نفسه تقريبًا حيث حظا بإعجاب كبير لرسوماته. تأثر دورِر بدوره بالفن الذي رآه هناك واتُفق على أن يكون أحد أول رسامي النهضة الشمالية العليا. احتفظ رسامون بارزون آخرون مثل هانز هولبين الأكبر وجان فوكيه بأثر قوطي كان لا يزال ذو شعبية كبيرة في الشمال، وذلك في الوقت الذي طور فيه فنانين فرديين للغاية مثل هيرونيموس بوس وبيتر بروغل الأكبر أساليب قلدتها العديد من الأجيال اللاحقة. بدأ الرسامون الشماليون التطلع والسفر إلى روما بشكل متزايد في وقت لاحق من القرن السادس عشر، وأصبحوا معروفين باسم الرومانيين. كان فن ميكيلانجيلو ورفائيل التابع لعصر النهضة العليا وميول أسلوب الفنانين في عصر النهضة المتأخرة إلى النهجية التي كانت رائحة حينها ذو تأثير كبير على عملهم.
شجعت النهضة الإنسانية والعدد الكبير من الأعمال الفنية والآثار الباقية على قيد الحياة العديد من الرسامين الإيطاليين على استكشاف الموضوعات الإغريقية-الرومانية بشكل بارز أكثر من الفنانين الشماليين، وذلك مثل ميل اللوحات الألمانية والهولندية الشهيرة في القرن الخامس عشر إلى التدين. أصبحت المواضيع الأسطورية وغيرها من الموضوعات المستمدة من التاريخ أكثر اتساقًا بين الفنانين الشماليين والإيطاليين في القرن السادس عشر. كان لدى رسامي النهضة الشمالية مواضيع جديدة مثل المناظر الطبيعية والرسم النوعي.